# Hôtel d'Angiviller
L'hôtel d'Angiviller est un ancien hôtel particulier parisien, construit vers 1745 face au palais du Louvre pour servir d'annexe à la maison des Pères de l'Oratoire, et démoli en 1854 lors du percement de la rue de Rivoli. 
Sous le Premier Empire, plusieurs ateliers du muséum sont transférés à l'hôtel d'Angiviller. De 1850 à 1854 il abrite la mairie de l'ancien 4e arrondissement de Paris.

## Historique

### Architecture

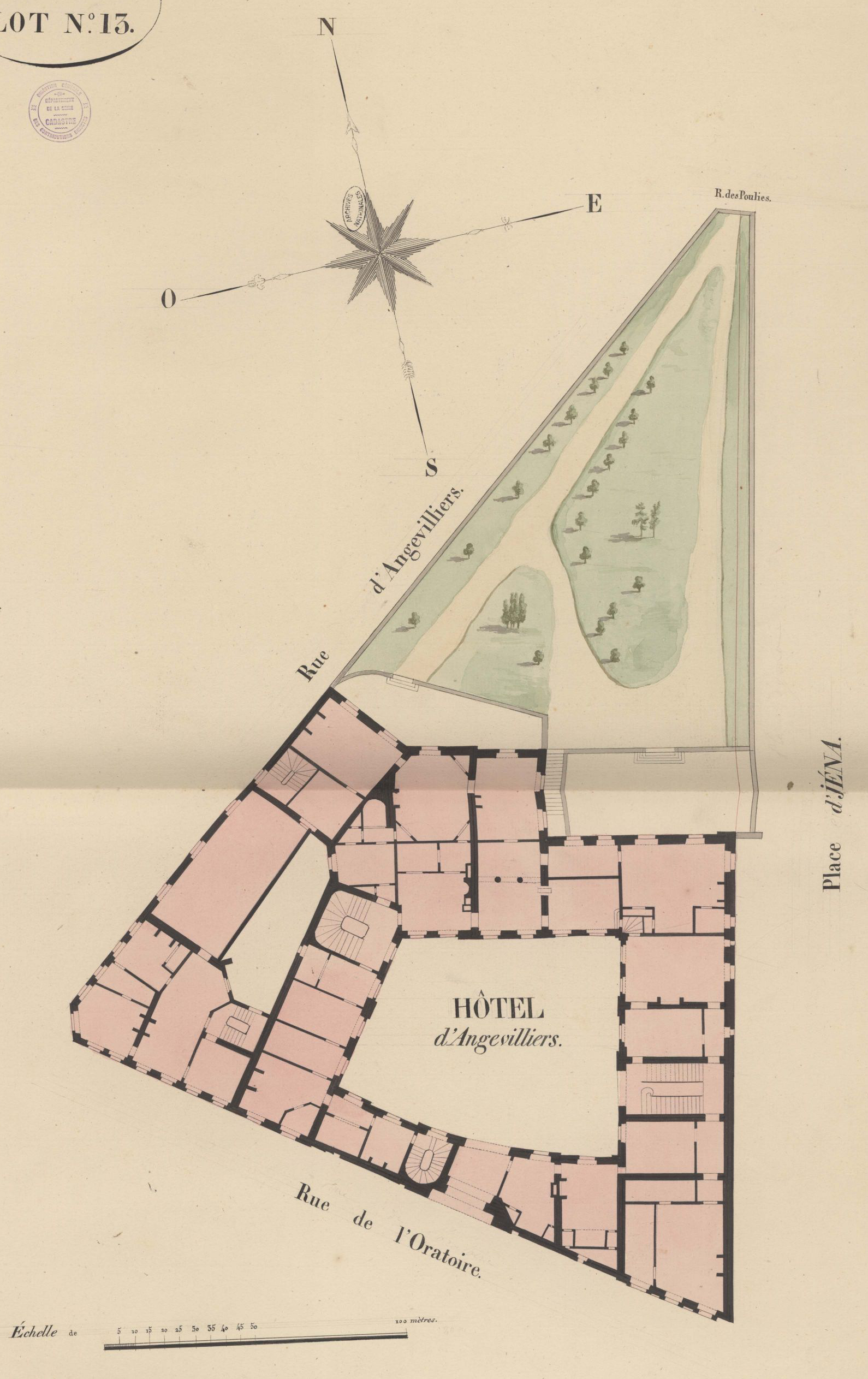
Plan de l'hôtel, cadastre de Paris par îlot (1810-1836), Atlas Vasserot

L'hôtel est construit en 1745 au cul-de-sac de l'Oratoire, vis-à-vis du couvent de la congrégation de l'Oratoire de Jésus et Marie, en face de la chapelle royale, l'Oratoire du Louvre. Il est sur l'emplacement de l'ancien hôtel de Cipierre, d'Argenson et de Conti. En 1758 est décidée la construction de la place de l'Oratoire, et le bâtiment fermant la rue et jouxtant l'hôtel est démoli. L'hôtel est alors au no 4 de la rue de l'Oratoire. En 1780, est ouverte la rue d'Angiviller entre la rue de l'Oratoire et la rue des Poulies dans le cadre d'une spéculation immobilière menée par Étienne Navault, receveur des domaines de la généralité de Lyon. Elle longe l'hôtel sur son côté nord. En 1808, sont détruits les cours et jardins situés entre l'hôtel et le palais du Louvre, afin d'agrandir la place de l'Oratoire (renommée place de Marengo) jusqu'à la place du Louvre (renommée place Iéna). L'hôtel d'Angiviller est détruit en 1854 lors de la construction de la rue de Rivoli.

De 1808 à 1854, l'hôtel donne sur un grand jardin en terrasse qui forme le coin de la place du Louvre et de la rue d'Angiviller, avec une vue imprenable sur la colonnade du Louvre.

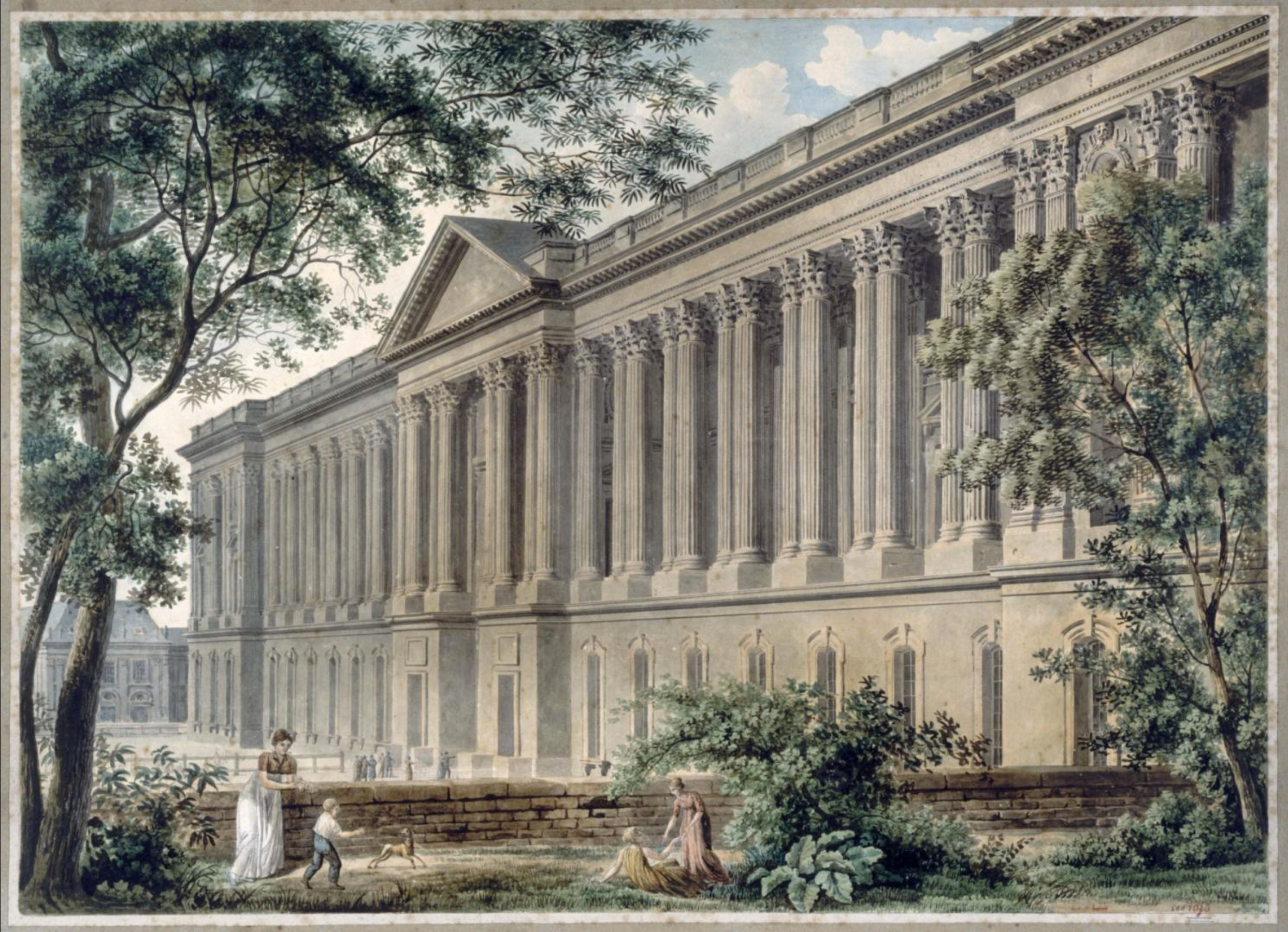
La colonnade du Louvre prise du jardin de l'hôtel du comte d'Angiviller, vers 1800, Louis-Pierre Baltard, musée Carnavalet, Paris.
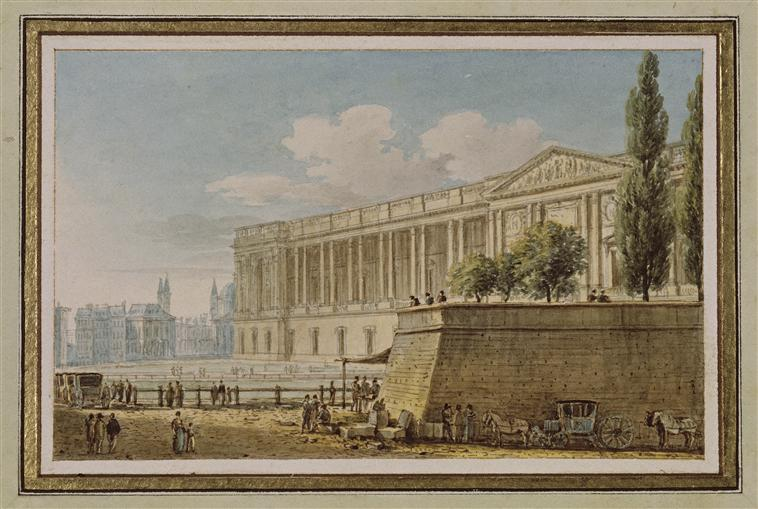
Vue du palais du Louvre prise de la rue d'Angiviller, à Paris, vers 1811, musée des châteaux de Malmaison et de Bois-Préau
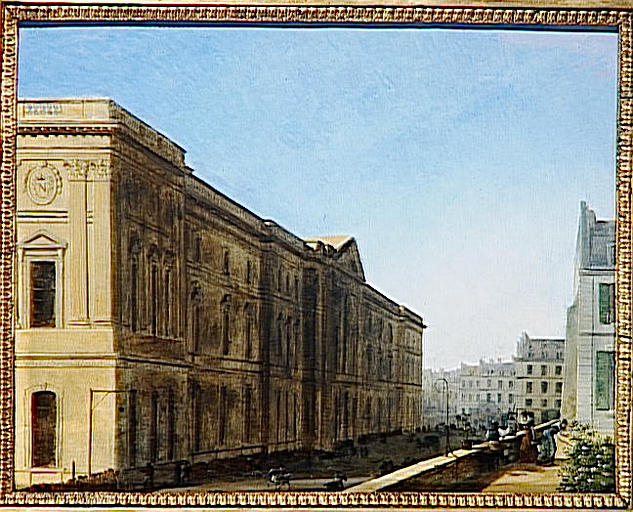
Le Palais du Louvre vu du nord-est, du côté de la place de l'Oratoire, vers 1812, anonyme, musée du Louvre, Paris

### Occupation
L'hôtel tire son nom de Charles Claude Flahaut de La Billarderie (1730-1809), comte d'Angiviller (1754). Lorsque Louis XVI accède au trône en 1774, il devient son premier directeur général des Bâtiments du roi, Arts, Jardins et Manufactures, et sera le dernier à diriger cette commission, désormais révocable à tout moment. Il projette l'ouverture du musée au Louvre, dans la Grande galerie. Il constitue une grande collection de peintures et un cabinet de curiosité. En 1791, pendant la Révolution française, ses biens sont saisis et il s'exile à Hambourg.
En 1798, la cantatrice Sophie Arnould s'installe à l’hôtel d’Angivillier, grâce au soutien du ministre de l'intérieur Nicolas François de Neufchâteau. Elle y meurt en 1802. En 1807 la Chalcographie du Louvre est délocalisée dans le « treize pièces entre cour et jardin » du premier étage de l'hôtel d'Angiviller, ainsi que les ateliers de restauration des peintures, de rentoilage et des moulages. 
De 1850 à 1854 l'hôtel est occupé par la mairie de l'ancien 4e arrondissement de Paris, précédemment établie dans l'ancien hôtel du Chevalier-du-Guet, et avant 1803 au 29, rue Coquillière.